# شانه‌آویز

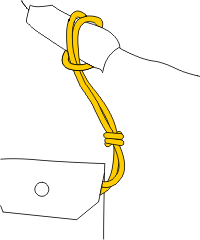
شانه‌آویز از نوعی که در یونیفورم‌های پیشاهنگی و غیره استفاده می‌شود.

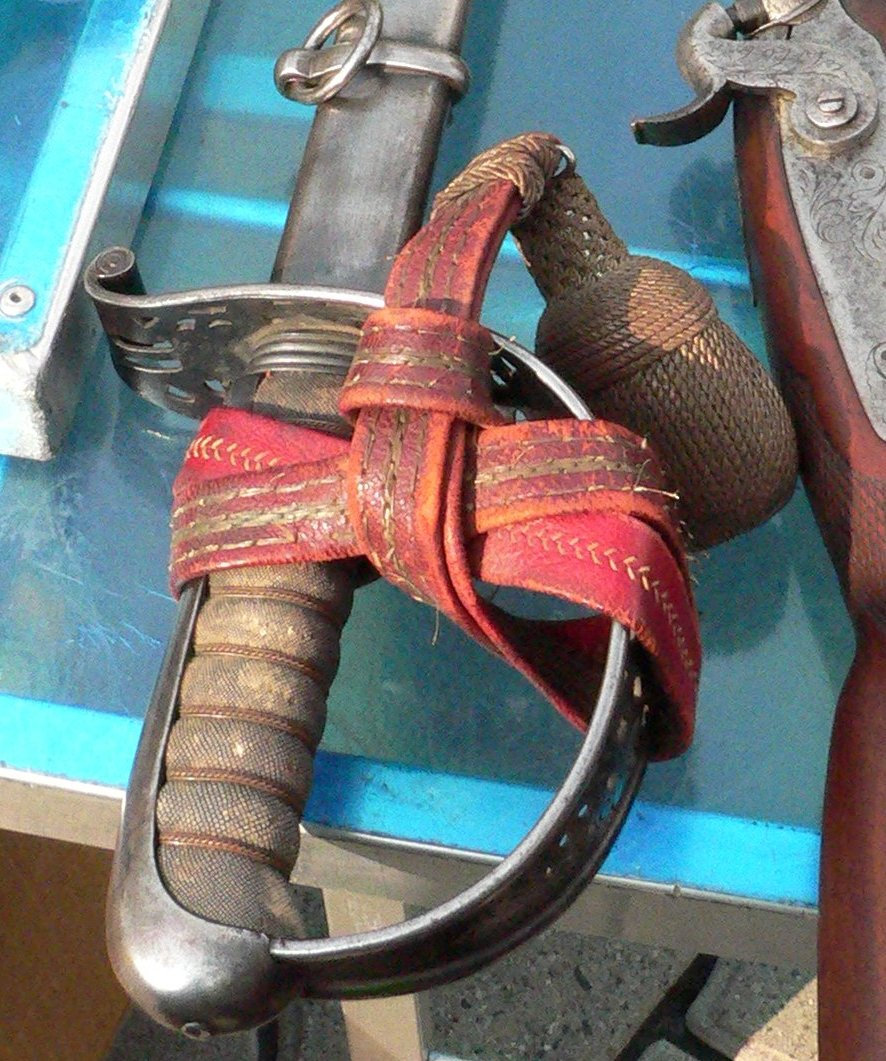
شانه‌آویز یک شمشیر پیاده‌نظام که به دور دسته شمشیر پیچیده شده‌است.

قیطان بافته‌شده در رنگ‌های مختلف که گاه به هریک از دو سر رشته‌های آن قطعه‌ای سربی دوخته شده‌است و روی شانهٔ چپ یا راست لباس نظامی بسته می‌شود را شانه‌آویز می‌گویند.